# Roméo et Juliette (film, 2006)
Pour les articles homonymes, voir Roméo et Juliette (homonymie).
Roméo et Juliette est un film du réalisateur québécois Yves Desgagnés sur un scénario de Normand Chaurette. L'œuvre, mettant en vedette les jeunes acteurs Thomas Lalonde et Charlotte Aubin ainsi que l'actrice française Jeanne Moreau, constitue une adaptation moderne du classique de Shakespeare.

## Synopsis
L'action se déroule dans les quartiers de Montréal, tout récemment aux prises avec des motards. Le juge Paul Véronneau de la Cour Supérieure du Québec et Réal Lamontagne, un criminel notoire, se livrent une guerre froide depuis des mois.
Quand Juliette Véronneau se rend au Bal en blanc à l'occasion de ses 16 ans, elle fait la connaissance de Roméo Lamontagne. La grand-mère maternelle de Juliette, dont la mère vit en France, voit d'un mauvais œil la relation des deux jeunes gens.
Venant à l'apprendre, Étienne, le frère de Juliette, fait tout en son pouvoir pour tuer Roméo. Arrivant dans son loft, où vivent également ses amis Benoît et Louki, il est tué par Roméo après avoir mortellement blessé Louki. François, ami de Juliette amoureux d'elle depuis longtemps, arrange les choses afin que Roméo soit pris en cavale et que Paul soit mis au courant de toute cette histoire.
La grand-mère de Juliette, voulant le bien de sa petite fille, contacte sa fille en lui apprenant la venue imminente de Juliette à ses côtés, avec Roméo. Mais Roméo, poursuivi par les policiers, fait croire à sa mort en précipitant sa voiture dans les eaux du Saint-Laurent. Benoît, tentant de consoler Juliette, ne peut que la regarder fuir en courant vers le foyer d'accueil où travaille sa grand-mère. Désespérée, elle avale une grande quantité de médicaments avant de se rendre dans sa cachette secrète, où l'attendait Roméo. Elle perd conscience devant lui. La croyant morte, il la soulève dans ses bras et se jette dans le fleuve avec elle. Quand leurs corps sont retrouvés, Lamontagne et Véronneau se réconcilient, versant les cendres de leurs enfants dans une seule et même urne.

## Narration
Le récit est entièrement vu comme un souvenir de la grand-mère Véronneau. C'est elle qui ouvre et conclut le film

## Production
Charlotte Aubin avait 14 ans au moment des auditions et n'avait encore jamais pose ses lèvres sur celles d'un garçon. « J'ai découvert des choses en même temps que mon personnage », raconte-t-elle. Quelques scènes dénudées sous la douche, dans un lac et entrelaces. « Je ne suis pas hyper pudique. Et il y avait un respect sur le plateau », affirme Charlotte.